# Знову любов
«Знову любов» (англ. Love Again) — американський фільм режисера Джеймса К. Строуза. Англомовний ремейк німецького фільму «SMS für Dich», заснованого на романі Софі Крамер. У головних ролях у фільмі знялися Пріянка Чопра, Сем Г'юен і Селін Діон, яка зіграла свою першу роль у кіно.
Прем'єру фільму заплановано на 12 травня 2023 року.

## Сюжет
Міра Рей, яка переживає втрату свого нареченого, відправляє серію романтичних СМС повідомлень на його старий номер мобільного телефону… не підозрюючи, що тепер номер належить Робу Бернсу. Роб, журналіст, зачарований чесністю цих особистих текстів. Коли йому доручають написати нарис про мегазірку Селін Діон, він звертається до неї за допомогою, щоб з'ясувати, як зустрітися зі Мірою особисто … і завоювати її серце.

## В ролях
- Пріянка Чопра — Міра Рей[2]
- Сем Г'юен — Роб Бернс
- Селін Діон — у ролі самої себе
- Рассел Тові — Біллі Брукс
- Лідія Вест — Ліза Скотт
- Арінзе Кене — Джон
- Селія Імрі — Джина Валентайн
- Нік Джонас — Джоел

## Виробництво
У квітні 2019 року стало відомо, що Джеймс До. Строуз стане режисером фільму з робочою назвою «Text for You», який буде англомовним ремейком німецького фільму «SMS für Dich», а його виробництвом займеться кінокомпанія Screen Gems. У жовтні 2020 року до акторського складу фільму приєдналися Пріянка Чопра, Сем Г'юен і Селін Діон. У листопаді 2020 року до акторського складу приєдналися Рассел Тові, Стів Орам, Омід Джалілі, Софія Барклай, Лідія Вест, Арінзе Кене та Селія Імрі.
Зйомки розпочалися у жовтні 2020 року та закінчилися на початку 2021 року. Спочатку зйомки проходили в Лондоні, після чого виробництво перемістилося до США.
У квітні 2022 року фільм отримав назву «It's All Coming Back to Me», на честь пісні «It's All Coming Back to Me Now», яку Діон виконала на своєму альбомі 1996 «Falling into You». У листопаді 2022 року фільм був перейменований на «Love Again».
В одному з епізодів подкасту Just for Variety Сем Г'юен розповів, що Діон записала для фільму нову пісню.
Прем'єра фільму запланована на 12 травня 2023. Спочатку прем'єра була намічена на 10 лютого 2023.